# Вьюн Микола Іванович
Микола Іванович Вьюн (1897, Яготин, Київська область — 1935, Берестя) — сотник Армії УНР, громадський діяч.

## Життєпис
Народився у 1897 році в м. Яготин Київської області. Закінчив три класи механічного факультету Київської політехніки. Сотник 1-ї Запорізької дивізії Армії УНР. З 1922 р. мешкав в с. Страдечь Брестського району Брестської області, де очолював український кооператив. Був секретарем УЦК м. Берестя.
Помер 1935 року. Похований на Тришинському кладовищі (м. Берестя, вул. Московська). 21 березня 2011 р. зусиллями старшопластунського куреня «Вовчі діти» було впорядковано його могилу.